# Hattusa

Reino hitita.

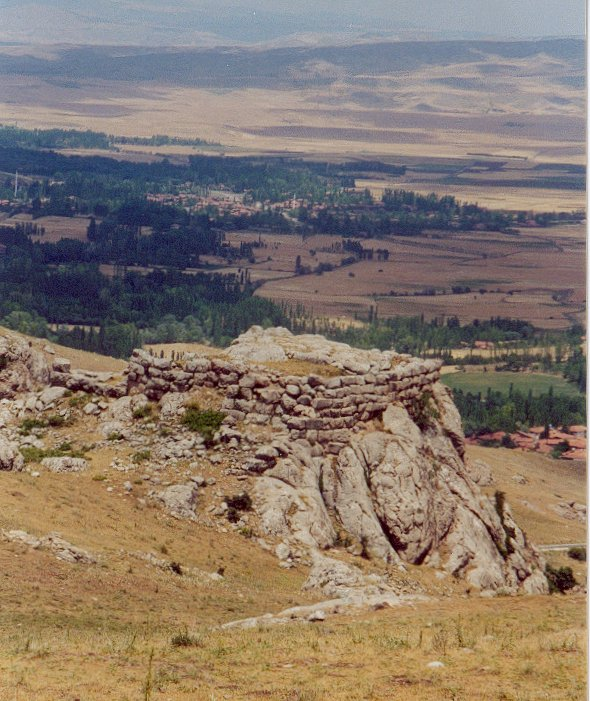
Yenicekale, entre la ciudad exterior y la puerta del león.

Hattusa o Hattusas (Hitita 𒌷𒄩𒀜𒌅𒊭, URUḪa-at-tu-ša, transcripción: "Ḫattuša") fue la antigua capital del Imperio hitita desde el reinado de Hattusili I, situada en el centro de Anatolia, junto al río Kizil-Irmak, en lo que corresponde hoy en día en ubicación con la aldea de Boğazkale o Bogazköy, en la provincia turca de Çorum. La ciudad contaba con amplios bosques y un fértil campo adyacente, aunque su emplazamiento tenía dos inconvenientes: los ríos de la zona no eran navegables, lo que impedía el transporte fluvial, y la cercanía a la tribu bárbara de los kaskas (o gasgas) que fueron una amenaza permanente y constante para Hattusa. El enclave de Hattusa fue declarado por la Unesco como Patrimonio de la Humanidad en el año 1986, abarcando un área protegida de 268 ha.

## Arqueología de Hattusa
En 1833, el arqueólogo francés Félix Marie Charles Texier (1802-1871) fue enviado en una misión exploratoria a Turquía, donde en 1834 descubrió ruinas monumentales cerca de la ciudad de Boğazköy. Texier realizó mediciones topográficas, produjo ilustraciones y compuso un plano preliminar del sitio. El sitio fue visitado posteriormente por varios viajeros y exploradores europeos, en particular el geógrafo alemán Heinrich Barth en 1858. Georges Perrot excavó en el sitio en 1861 y en el sitio cercano de Yazılıkaya. Perrot fue el primero en sugerir, en 1886, que Boğazköy era la capital hitita de Hattusa. En 1882, el ingeniero alemán Carl Humann completó un plano completo del sitio.
Las primeras excavaciones sistemáticas realizadas en la zona datan de 1906, cuando el Instituto Arqueológico Alemán comienza a trabajar en las ruinas de la ciudad, trabajo que ha continuado ininterrumpidamente hasta la actualidad en las campañas arqueológicas de verano. En el yacimiento se han encontrado numerosas tablillas de arcilla, escritas en multitud de lenguas, como el luvita o el acadio, que son la fuente principal para el estudio de la cultura hitita. 
Los restos excavados hasta ahora corresponden principalmente al reinado de los últimos monarcas hititas quienes modificaron muchos templos antiguos para engrandecerlos, aprovechando la prosperidad del imperio en esa época y su máximo poderío militar.

## Historia de Hattusa
Hattusa fue inicialmente fundada por un pueblo de lengua no indoeuropea, Hatti, pero durante el reinado de Anitta (siglo XVIII a. C.) acogió a aristócratas rebelados contra Anitta y fue, por tanto, destruida. 
Hattusili I (1650 - 1620 a. C.), rey hitita reconstruyó la ciudad y la convirtió en su capital, en detrimento de Nesa, hasta el punto de que su propio nombre, Hattusili, está relacionado con el nombre de la ciudad. Todos los sucesores de Hattusili conservaron la capital en Hattusa, excepto Muwatalli II que la traslado a Tarhuntassa para defenderse mejor de los egipcios, pero el traslado no duró mucho, ya que su hijo Urhi-Tesub trasladó de nuevo la capital a Hattusa.
Una de las constantes de la historia hitita es la amenaza de los kaskas, que, apareciendo por primera vez en tiempos de Hantili II, llegaron a capturar la capital en tiempos de Arnuwanda I, habiendo de esperar los hititas hasta Tudhaliya III para reconquistar la ciudad.
Tras la caída del Imperio hitita (1200 a C a. C., aprox.) se pierde la pista de Hattusa, aunque se sospecha que fue destruida por los kaskas o por alguna tribu frigia.

## Descripción de la ciudad
Durante el Reino Nuevo la capital alcanzó su máxima extensión superficial y se dividió en dos partes aproximadamente iguales: la ciudad interior y la exterior, ambas rodeadas por una muralla construida en tiempos de Suppiluliuma I. La ciudad interior contenía principalmente edificios administrativos y templos, mientras que la exterior destacaba por las elaboradas puertas de su muralla (que incluían guerreros, leones y esfinges, todas rudimentarias) y contenía, además de algunos templos, casas y edificios de uso comercial. En las afueras se situaban los cementerios y necrópolis.
En su momento de mayor desarrollo, la ciudad tuvo una población de 40 000 o 50 000 personas.